# La Valse
La Valse est un poème chorégraphique pour orchestre de Maurice Ravel, composé entre 1919 et 1920 et dédié à l'amie du compositeur Misia Sert, née Godebska.
L'œuvre fut créée publiquement le 12 décembre 1920 par les Concerts Lamoureux dirigés par Camille Chevillard. Elle porte la référence M.72, dans le catalogue des œuvres du compositeur établi par le musicologue Marcel Marnat.

## Histoire de l'œuvre
En accord avec Serge de Diaghilev, Ravel envisageait dès 1906 de composer pour le ballet une Apothéose de la valse en hommage à Johann Strauss, lorsque la Première Guerre mondiale l'obligea à remettre ses projets. L'expérience de la guerre, vécue comme un anéantissement de la civilisation, changea en effet la donne. À l'image romantique et fastueuse de la cour viennoise du XIXe siècle, si bien illustrée par les valses de Johann Strauss II, succédait l'image d'un monde décadent toujours menacé par la barbarie.
Pour cette raison l'œuvre de Ravel dépasse de très loin ses ambitions initiales. Le musicien composa selon sa propre expression une « espèce d'apothéose de la valse viennoise à laquelle se mêle dans mon esprit l'impression d'un tourbillon fantastique et fatal », somptueuse évocation de la grandeur, de la décadence puis de la destruction de la civilisation occidentale. Le descriptif suivant est écrit en tête de la partition : « Des nuées tourbillonnantes laissent entrevoir, par éclaircies, des couples de valseurs. Elles se dissipent peu à peu : on distingue A) une immense salle peuplée d'une foule tournoyante. La scène s'éclaire progressivement. La lumière des lustres éclate au ff. Une Cour impériale, vers 1855. »
Composée avec acharnement, l'œuvre fut créée en première audition devant Diaghilev par Ravel en avril 1920, dans une version transcrite pour piano. Ce fut l'occasion d'une brouille définitive entre les deux hommes, Diaghilev refusant de représenter La Valse avec les Ballets russes : « Ravel, c'est un chef-d'œuvre, mais ce n'est pas un ballet. C'est la peinture d'un ballet ». Pour l'anecdote, Igor Stravinsky, présent également ce jour-là, réagit à ce refus par un silence calculé. Ravel ne lui pardonna pas, et les relations entre les deux amis se limitèrent, dès lors, au plus strict professionnalisme.
L'œuvre est composée à Lapras chez son ami André-Ferdinand Hérold chez qui il séjourne de décembre 1919 à avril 1920. Il existe une version pour piano seul, qui a servi de base de travail à Ravel pour la version à deux pianos, ainsi que la version orchestrale et symphonique.
George Balanchine en fait un ballet avec le New York City Ballet en 1951. Il est retiré du répertoire de la compagnie en 1956 après que l'épouse de Balanchine, la danseuse Tanaquil Le Clercq, qui y dansait un duo avec un danseur personnifiant la mort, devient paralysée après avoir contracté la poliomyélite. Le New York City Ballet réinscrit le ballet à son répertoire en 1962, lorsque Le Clercq, ayant surmonté ce drame, conseille Patricia McBride pour la reprise de son rôle.